# 以赛亚·卡南
以赛亚·卡南（英語：Isaiah Canaan，1991年5月2日—），生于美国密西西比州比洛克西，职业篮球运动员，毕业于莫瑞州立大学，司职控球后卫。

## 高中及大學時期
以赛亚·卡南在高中时进入了比洛克西高中篮球校队，并带领球队进入了密西西比州5A篮球锦标赛。在锦标赛期间，卡南场均可以获得10.4分，并以48.5%的三分球命中率领跑锦标赛。
高中毕业后，卡南进入莫瑞州立大学就读，并入选了大学校队。在大学一年级，卡南带领校队在俄亥俄山谷联盟取得了17胜1负的优异战绩，他也赢得了俄亥俄山谷联盟最佳新人的称号。在俄亥俄山谷锦标赛中，卡南带领球队夺得冠军，在决赛中，替补出场的卡南夺得16分，并在赛后被评选为最有价值球员。在这一年，莫瑞州立大学校队也以第四种子队的身份进入了NCAA锦标赛。
卡南在大二赛季场均可以获得11.7分，并入选了俄亥俄山谷联盟第一阵容。在卡南的大三赛季中，他带领莫瑞州立大学校队取得了23连胜，并赢得了阿拉斯加锦标赛的冠军。在阿拉斯加锦标赛决赛中，卡南获得了全场最高的36分，并在赛后被评为最有价值球员。

## 職業生涯

### 芝加哥公牛(2016-2017)
2013年，卡南参加了NBA选秀，并在第二轮第34顺位被休斯顿火箭选中，並簽下了三年合同。

## 大学篮球生涯技术统计
| 赛季     | 球队         | 出场 | 得分 | 篮板 | 助攻 | 抢断 | 封盖 | FG%  | 3P%  | FT%  | 出场时间 | 失误 |
| -------- | ------------ | ---- | ---- | ---- | ---- | ---- | ---- | ---- | ---- | ---- | -------- | ---- |
| 2009–10  | 莫瑞州立大学 | 36   | 10.4 | 2.2  | 1.6  | 0.9  | 0.0  | .498 | .482 | .778 | 20.4     | 1.7  |
| 2010–11] | 莫瑞州立大学 | 32   | 11.7 | 1.9  | 2.4  | 1.1  | 0.1  | .416 | .403 | .744 | 28.1     | 2.0  |
| 2011–12  | 莫瑞州立大学 | 33   | 19.0 | 3.5  | 3.6  | 1.4  | 0.1  | .468 | .456 | .837 | 33.7     | 2.7  |
| 2012–13  | 莫瑞州立大学 | 31   | 21.8 | 3.5  | 4.3  | 1.5  | 0.1  | .431 | .370 | .822 | 36.5     | 3.2  |
| 生涯     | 生涯         | 132  | 15.5 | 2.8  | 2.9  | 1.2  | 0.1  | .450 | .419 | .802 | 29.4     | 2.4  |

## 外部連結
- 以赛亚·卡南在NBA官網（英语）
- 以赛亚·卡南在NBA G聯盟官網（英语）
- 以赛亚·卡南在TBLStat.net（英语）
- 以赛亚·卡南在VTB聯賽官網（英语）
- 以赛亚·卡南在亞得里亞海聯賽官網（英语）
- 以赛亚·卡南在Basketball-Reference.com（NBA）（英语）
- 以赛亚·卡南在Basketball-Reference.com（NBA G聯盟）（英语）
- 以赛亚·卡南在Basketball-Reference.com（國際）（英语）
- 以赛亚·卡南在Sports-Reference.com（NCAA）（英语）
- 以赛亚·卡南在ESPN（NBA）（英语）
- 以赛亚·卡南在Eurobasket.com（球員）（英语）
- 以赛亚·卡南在Proballers（英语）
- 以赛亚·卡南在RealGM（英语）